# Edem Mahu
Edem Mahu (* 20. Jahrhundert in Ghana) ist eine ghanaische Geowissenschaftlerin und Hochschullehrerin. Sie ist die erste Meeresbiogeochemikerin Ghanas und Dozentin am Institut für Meeres- und Fischereiwissenschaften der Fakultät für Grundlagen- und angewandte Wissenschaften der University of Ghana. Ihre Forschung befasst sich mit der Gesundheit der Ozeane, der Austernfischerei und dem Klimawandel. Sie wurde 2022 mit dem American Geophysical Union Africa Award für herausragende Forschungsleistungen in den Meereswissenschaften ausgezeichnet.

## Leben und Werk
Mahu studierte an der University of Ghana, wo sie 2008 einen Bachelor-Abschluss in Ozeanographie und Fischerei erhielt. Als Austauschstudentin forschte sie 2010 und 2013 an den Moss Landing Marine Laboratories (MLML) der San José State University, um ihre Masterarbeit bei Kenneth Coale, dem damaligen Direktor des MLML, anzufertigen. Sie konzentrierte ihre Studien auf die möglichen Auswirkungen eines Ölunfalls auf die mikrobielle Aktivität der Sedimente im Elkhorn Slough. Mithilfe von Öl aus der Deepwater-Horizon-Katastrophe kombinierte sie Sedimentgeochemie mit der Fluoroszenz-Diacetat-Methode, um die Auswirkungen zu quantifizieren. Sie forschte für ihre Dissertation dann am MLML bei Coale und Ivano Aiello an Sedimentkernen aus mehreren Flussmündungen in ganz Ghana. Mit Hilfe von Forschern des MLML und des USGS datierte sie die Kerne, führte Mineralanalysen durch und bestimmte Spurenmetallkonzentrationen, um die Herkunft der Sedimente in jedem der entsprechenden Wassereinzugsgebiete zu verstehen und die Kontamination mit bestimmten Prozessen in Verbindung zu bringen. Sie kehrte an die Universität von Ghana zurück und promovierte dort 2014. Damit war sie die erste Meeresbiogeochemikerin in Ghana.
Am Institut für Meeres- und Fischereiwissenschaften der University of Ghana wurde sie 2013 Lehrassistentin und 2016 Dozentin. Ihre Forschung war wegweisend für die Verwendung von Radioisotopen bei der Rekonstruktion der Verschmutzungsgeschichte von Schwermetallen in küstennahen Systemen des Golfs von Guinea über die letzten 150 bis 200 Jahre. Sie ist Forschungsleiterin eines von OWSD (Uniting Women Scientists from the Developing World) finanzierten Projekts, das kostengünstige und leicht zugängliche, mit Android gekoppelte Bodennährstoff-Testkits entwickelt, um die Düngung von Ackerland rund um Küstengewässer in Ghana zu steuern.
Sie wurde 2020 Future Leaders African Independent Research (FLAIR)-Stipendiatin der Royal Society in Großbritannien, wo sie mithilfe von stabilen Isotopen, Radiokarbondatierung und anderen geochemischen Analysen die sich ändernden Umweltbedingungen in Austernhabitaten im Golf von Guinea misst und vorhersagt und wissenschaftliche Beratung zu nachhaltigem Management und Anpassung für die Region leistet. Sie ist außerdem 2019 UNESCO-OWSD-Early Career Fellow und forscht an der Entwicklung von Android-/Interactive Voice Response (IVR)-Bodennährstoff-Testkits zur Steuerung der Düngemittelanwendung rund um den Keta Lagoon Complex in Ghana.
Mahu ist Leiterin der Arbeitsgruppe BIOTTA der Partnership for Observation of the Global Ocean (POGO), die die Kapazitäten zur Überwachung der Ozeanversauerung im Golf von Guinea ausbauen will. Sie ist Co-Leiterin des Citizen-Science-Projekts COLLECT – Citizen Observation of Local Litter in Coastal ECosysTems, das Daten zur Verbreitung und Häufigkeit von Plastikmüll an den Küsten afrikanischer Länder sammelt. Dazu werden Citizen Scientists geschult und der Wissenstransfer zwischen lokalen Gemeinschaften und Forschenden gefördert.
Sie ist Länderkoordinatorin des globalen NANO-Projekts zu Sauerstoffmangel, Ozeanversauerung und Produktivität in ausgewählten Küstenökosystemen weltweit. Sie hat an mehreren anderen Projekten mitgewirkt, darunter: die GCRF-Netzwerkforschung zu den Auswirkungen von Nano- und Mikroplastik auf die globale Lebensmittelsicherheit und die Funktion des Ökosystems an der Küste Ghanas, die von der NWO finanzierte Forschung zur integrierten und nachhaltigen Hafenentwicklung in Ghana in einem afrikanischen Kontext.
Mahu ist Co-Leiterin von EQUISEA: The Ocean Science Fund for All, einem Finanzierungs- und Unterstützungsprogramm für die globale Entwicklung von Meereskapazitäten, Mitglied des Lenkungsausschusses von CoastPredict und Gründungsmitglied des Global Ocean Corps. Seit 2016 ist sie Co-Direktorin der Coastal Ocean Environment Summer School in Ghana.
Sie gehört mehreren Netzwerken und Fachgesellschaften an, darunter der New York Academy of Sciences, ist Royal Society Research Fellow und Society for Women in Marine Science und ist assoziiertes Mitglied der African Academy of Sciences, Interdisciplinary Marine Early Career Network, Organisation für Frauen in der Wissenschaft aus Entwicklungsländern, Global Ocean Acidification Observing Network und Nippon Foundation-POGO Alumni Network for the Oceans.
Mahu ist verheiratet und hat drei Söhne.

## Auszeichnungen und Ehrungen (Auswahl)
- FLAIR-Stipendium der Royal Society
- UNESCO-OWSD Early Career Fellowship Award
- H. Thomas Harvey Research Fellowship Award
- Preis des Council on Ocean Affairs, Science and Technology (CSU-COAST) der California State University
- 2020: Future Leaders – African Independent Research (FLAIR)-Stipendium der African Academy of Sciences und der Royal Society[13]
- 2021: National Geographic Society Emerging Explorer Award[14]
- 2022: Africa Award for Research Excellence in Ocean Sciences der American Geophysical Union[15]